# 林肯维尔 (南卡罗来纳州)
林肯维尔（英文：Lincolnville），是美国南卡罗来纳州下属的一座城市。城市类型是“Town”。其面积大约为1.19平方英里（3.08平方公里）。根据2010年美国人口普查，该市有人口1,139人，人口密度约为每平方 英里957.14人（约合每平方公里369.57人）。